# Jena-Optronik
Die Jena-Optronik GmbH (Abkürzung JOP) ist eine ehemalige Tochtergesellschaft der Jenoptik AG in Jena, die inzwischen zu Airbus Defence and Space (Airbus SE) gehört.
Das Unternehmen kann auf eine langjährige Erfahrung bei der Entwicklung und Herstellung opto-elektronischer Sensoren und Instrumenten und Software für die Raumfahrt zurückblicken.

## Produkte
Entwickelt und hergestellt werden unter anderem Sternsensoren zur Lageregelung von Satelliten und Raumsonden, Kameras zur Erdbeobachtung und zur Beobachtung des Umfelds von Satelliten, etwa zur Inspektion von nahen Objekten oder zum Andocken an andere Raumfahrzeuge, Lidarsysteme sowie Geräte zum Justieren und Montieren dieser Produkte.

## Unternehmensgeschichte
Wie Jenoptik insgesamt, ging auch Jena-Optronik aus dem VEB Carl Zeiss Jena hervor. Dort hatten Ingenieure an verschiedenen Multispektralkameras, Feuerleitsystemen und Instrumenten für elektronische Distanzmessung gearbeitet. Gegründet wurde die Jena-Optronik GmbH im Jahr 1992. Von 2005 bis 2010 war sie eine hundertprozentige Jenoptik-Tochter und ein Unternehmen der Jenoptik-Sparte Verteidigung & zivile Systeme.
Projekte mit Beteiligung des Unternehmens waren der Wissenschaftssatellit CHAMP, die Mikro-Rückkehrkapsel Mirka sowie verschiedene Komponenten für opto-elektronische Systeme, beispielsweise für HRSC, Rosetta Lander Imaging System, die Satellitenmissionen Integral, Copernicus und RapidEye und der fotogrammetrische multispektralen Stereo-Linienscanner Jena Airborne Scanner (JAS) für Luftbild-Befliegungen. Hinzu kommen Rendezvous- und Docking-Sensoren sowie Sonnensensoren.
Beim Andocken des ersten ATV (Automated Transfer Vehicle) „Jules Verne“ der Europäischen Raumfahrtagentur ESA an die Internationale Raumstation ISS am 3. April 2008 wurden Rendezvous- und Docking-Sensoren von Jena-Optronik in einer Bahnhöhe von 350 Kilometern genutzt. Ab einer Entfernung von 1.000 Metern zur ISS kamen die Rendezvous- und Docking-Sensoren RVS TGM (Telegoniometer) und RVS VDM (Videometer) zum Einsatz.
Anfang Oktober 2010 erfolgte der Verkauf an die EADS-Tochter Astrium, eines der Vorgängerunternehmen von Airbus Defence and Space. Im Jahr 2015 wurde ein neues Unternehmensgebäude eingeweiht. Von 2017 an arbeitete Jena-Optronik am Raumgleiter-Programm Dream Chaser mit. 2019 starteten Komponenten des Unternehmens im Mission Extension Vehicle in den Weltraum, 2021 mit dem Double Asteroid Redirection Test, 2022 im Artemis-Programm und 2023 mit der Psyche-Mission.